# 花名刺
花名刺（はなめいし）は、京都の舞妓が持つ名刺の一種で、背景に季節を表した柄や、干支やおもちゃ、道具などの柄が描かれた名刺である。先斗町、上七軒などの花街の名前と舞妓の名前のみが印刷されており、大きさは一般的なビジネス用の名刺を縦に半分にした程度のものである。

## 由来
明治生まれの画家で着物の図案家でもあった松村翠鳳（まつむらすいほう）が、舞妓のために着物の図案などを使って、舞妓専用の名刺を創作し、自ら「花名刺」と名付けた。舞妓の雰囲気に合わせ、版木を使い、和紙に一枚一枚手刷りで製作されている。

## 現状
現在は、翠鳳の孫の林久子が翠鳳の有した膨大な版木を受け継ぎ、昔ながらの手刷りで作り続けている。舞妓向けの品々をあつかっている四条の「幾岡屋」などでは一般の人気に応えて一般向けにも広く販売されている。
一般に販売されているものの中には、伝統の柄をスキャナで読み込み印刷した模造品もみうけられる。